# Shahzoda

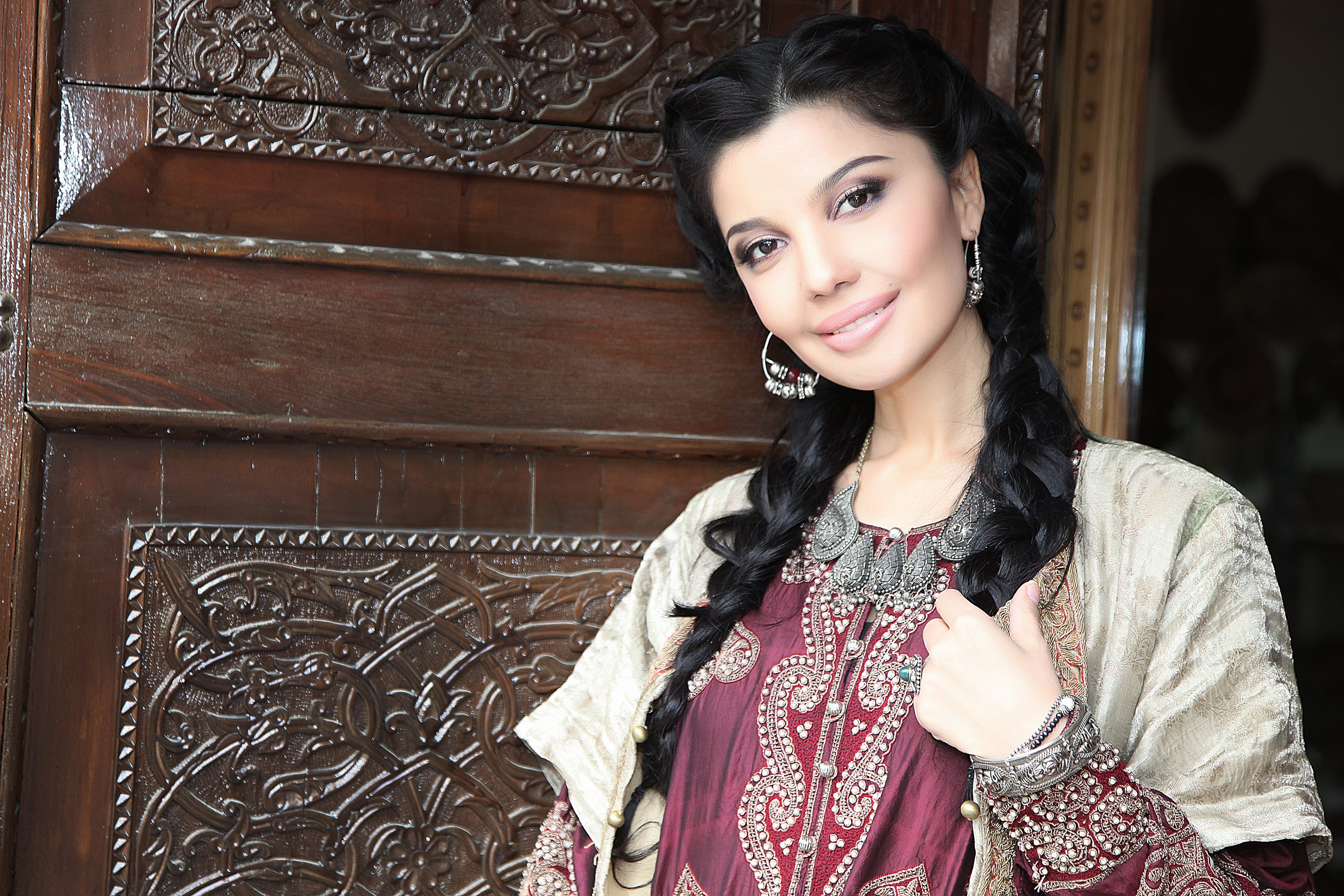
Shahzoda (2012)

Shahzoda, właśc. Zilola Baxodirovna Musayeva (ur. 28 lipca 1979 w Ferganie) – uzbecka piosenkarka i aktorka, popularna w Uzbekistanie, a także w Rosji i innych krajach Azji Środkowej.

## Życiorys
Jest córką socjologa.
Swoje utwory wykonuje w kilku językach (m.in. po rosyjsku, uzbecku i tadżycku). Oprócz tego zagrała kilka głównych ról w uzbeckich filmach (Sevinch, Sarvinoz, Fotima va Zuhra, Zumrad va Qimmat).
Jest zamężna i ma dwóch synów.

## Dyskografia
Albumy studyjne
| Rok  | Album            |
| ---- | ---------------- |
| 2002 | Bor ekan         |
| 2003 | Baxt boʻladi     |
| 2004 | Keragimsan       |
| 2005 | Baxtliman        |
| 2007 | Assalomu alaykum |
| 2009 | Sevgi bor        |
| 2009 | Unutmadim        |
| 2010 | Tilayman         |
| 2011 | Qora koʻzlaring  |
| 2013 | Bu muhabbat      |
| 2014 | Sen menga kerak  |

## Nagrody i wyróżnienia
- 2003: "The Image of the Year"; "Best Female Singer of the Year"
- 2004: "The Album of the Year"
- 2005: "The Song of the Year"[4][8]